# Almanaque Educação
Almanaque Educação é um programa juvenil da TV Cultura em parceria com o Governo de São Paulo e realização da Secretaria da Educação do Estado de São Paulo. O programa trata dos mais diversos temas: de política a economia, passando por comportamento, ecologia, esportes, história, ciências, etc. 

## Elenco
- Glauko Dias - Carlos Eduardo "Cadu" Santos
- Fábio Baldacci - Manuel "Mano" Nogueira
- Ju Colombo - Dilma Santos
- Fabiano Geuli - Professor de História / Azeitona
- Márcia de Oliveira - Tina / Guri
- Melissa Nascimento - Diretora da Escola / Dorinha
- Paulo Henrique Jordão - Profesor de Educação Física / Chumbinho

## Atualização
A partir da 3ª temporada (set/2010), o programa passa a se chamar Escola 2.0, permanecendo Almanaque Educação como o nome do blog editado pelos personagens Cadu e Mano . 